# Toivo Vadum
Toivo Vadum (født 4. januar 1974) er en tidligere dansk fodboldspiller, der siden november 2018 har været ansat som målmandstræner i den danske Superligaklub SønderjyskE. Inden var han i fem sæsoner målmandstræner i Vejle Boldklub.

## Karriere
I den aktive karriere var Toivo Vadum målmand i en række fynske divisionsklubber som Næsby Boldklub, B 1909 og Svendborg fB. Særligt i Næsby Boldklub, havde han en karriere på ti år på 2. divisionsholdet, men han nåede også en kort afstikker til Svendborg fB i midten af nullerne og et kort ophold i B 1909. Som helt ung prøvetrænede han med divisionsholdet i Vejle Boldklub i 1994, men han fik ingen aftale med vejlenserne og spillede i stedet flere hundrede kampe i divisionerne for fynske klubber.

## Trænerkarriere
Efter karrierestoppet i 2010, begyndte Toivo Vadum som målmandstræner. Han arbejdede med ungdomsmålmændene i Næsby Boldklub, men blev senere målmandstræner i B 1909. Det var i årstalsklubben, at Vejle Boldklub i sommeren 2013 hentede den dengang 39-årige Toivo Vadum til som målmandstræner for 1. divisionsholdet. Han fungerede i de følgende fem sæsoner som målmandstræner i VB under cheftrænerne Tonny Hermansen, Klebér Saarenpää, Steen Thychosen, Andreas Alm og Adolfo Sormani. I den sidste af sæsonerne, 2017-18, var Toivo Vadum ansat som fuldtids målmandstræner. I den sæson lukkede VB kun 24 mål ind i 33 kampe og rykkede direkte op i Superligaen med rækkens bedste defensiv. 13 clean sheet præsterede målmændene den sæson.
I Vejle Boldklub arbejdede han med målmændene Kristian Fæste, Morten Haastrup Jensen, Pavol Bajza, Michael Lansing og Thomas Hagelskjær. Ligesom han i perioder også havde ansvaret for træningen af klubbens målmænd på ungdomseliteholdene.
I november 2018 blev Toivo Vadum ansat i Superligaklubben SønderjyskE, hvor han tog over efter den mangeårige målmandstræner Kaj Stephansen. I første omgang på en kontrakt kalenderåret 2018 ud, men Toivo Vadum fik hurtigt forlænget til en længerevarende. I SønderjyskE har han ansvaret for målmændene Sebastian Mielitz, Nikola Mirkovic og Victor Smedsrud.

## Træneruddannelse
Toivo Vadum bestod i 2016 UEFA Goalkeeper Advanced Licens, der er den højeste målmandstræneruddannelse indenfor UEFA.